# Invisible Touch
Invisible Touch — тринадцатый студийный альбом британской прогрок-группы Genesis, выпущенный 6 июня 1986 года лейблом Atlantic Records в США и 9 июня лейблом Charisma/Virgin Records в Великобритании. Альбом провёл 96 недель в британских чартах и стал самым успешным релизом группы в США. После перерыва в 1984 году, когда каждый участник продолжил свою сольную карьеру, группа вновь собралась в октябре 1985 года, чтобы написать и записать Invisible Touch с инженером и продюсером Хью Пэдхамом. Как и в случае с их предыдущим альбомом, он был написан полностью на основе групповых импровизаций, и никакой материал, разработанный до записи, не использовался.
Invisible Touch имел мировой успех и достиг № 1 в британском чарте альбомов и № 3 в американском Billboard Top Pop Albums. Он остается самым продаваемым альбомом группы и с мультиплатиновым тиражом более 1,2 миллиона копий в Великобритании и 6 миллионов — в США. Genesis стали первой группой и зарубежным исполнителем, у которых пять синглов с одного альбома попали в пятерку лучших в американском Billboard Hot 100, а «Invisible Touch» стала их первой и единственной песней, достигшей 1-го места в чартах. Альбом получил смешанные отзывы музыкальных критиков, как в момент своего выхода, так и в ретроспективных оценках, из-за его ориентированного на поп-музыку стиля и ощущаемым сходством с сольными работами вокалиста Фила Коллинза. В 2007 году альбом был переиздан с новым стерео-миксом, а также с 5.1-канальным объёмным звучанием.
Песня «Tonight, Tonight, Tonight» была использована в рекламе Michelob, так же как и сольная композиция Коллинза «In the Air Tonight», а песня «In Too Deep» попала в фильм «Мона Лиза». Инструментальная пьеса «The Brazilian» звучит в мультфильме «Когда дует ветер» наряду с музыкой Роджера Уотерса.

## Предыстория
В феврале 1984 года группа завершила тур 1983–1984 годов в поддержку своего предыдущего альбома Genesis (1983), который стал их самым продаваемым альбомом на момент выпуска и породил хит, вошедший в пятерку лучших в Великобритании, «Mama». После этого группа наступил период бездеятельности, чтобы позволить каждому участнику продолжить свою сольную карьеру; Майк Резерфорд сформировал свою группу Mike + The Mechanics и добился успеха с их дебютным альбомом, Тони Бэнкс сосредоточился на музыке к фильмам и выпустил Soundtracks (1986), а Фил Коллинз выпустил свой третий сольный альбом No Jacket Required (1985), который стал крупным мировым коммерческим хитом. Летом 1985 года, ближе к концу своего сольного тура, Коллинз подтвердил, что Genesis согласились начать работу над новым альбомом в октябре. Это положило конец ложному объявлению, которое прозвучало на BBC Radio 1, предполагая, что трое расстались. Разерфорд считал, что перерыв повлиял на музыкальный стиль группы: «Мы проделали так много работы вне группы, что, казалось, мы претерпели гораздо больше музыкальных изменений, хотя это развитие в значительной степени неосознанное».

## Сочинение и запись
Альбом Invisible Touch был записан в период с октября 1985 года по февраль 1986 года в The Farm, частной студии звукозаписи группы в Чиддингфолде, графство Суррей. К ним присоединился инженер и продюсер Хью Пэдхам, который работал с группой со времён Abacab (1981) и продюсировал альбом вместе с группой, а Пол Гоммерсолл был помощником инженера. Ранее в 1985 году студия была модернизирована до плана под руководством Масами «Сэма» Тойишимы.
Группа подошла к сессиям записи для Invisible Touch с большим чувством уверенности, поскольку теперь они стали крупным концертным коллективом в США и достигли нового уровня коммерческого успеха во всём мире. Как и в случае с Genesis, они вошли в студию без предвзятых идей и разрабатывали песни из записанных джемов и импровизаций, процесс, который Коллинз сравнил как «близкий к джазу». Группа считала, что их самые сильные песни были аранжированы таким образом, поэтому они повторили этот подход для Invisible Touch. Коллинз сказал: «Вы никогда не знаете наверняка, что произойдёт. Мы просто втроём рубим, настраиваем и оттачиваем все эти идеи». Типичная сессия включала работу трио с 11 утра до 2 часов ночи следующего дня и начиналась с того, что Коллинз настраивал барабанный рисунок на драм-машине, чтобы Бэнкс и Резерфорд могли импровизировать идеи. Затем Коллинз пел вокальные партии, которые создавали атмосферу и основу для песни. Коллинз вспоминал своё импульсивное отношение во время сессий сочинения и предлагал собирать части песен как можно раньше, но Бэнкс и Резерфорд не хотели этого делать. Многие песни на альбоме появились благодаря тому, что Бэнкс использовал функцию записи на своём эмуляторе E-mu для записи звуков в студии и прослушивания потенциальных звуков и ритмов, которые можно было бы использовать в песне. Клавиатура позволяла записать всего 17 секунд.
В альбоме Коллинз играет на электронной ударной установке Simmons. Чтобы захватить больше звука с установки Simmons, а не подавать его напрямую на микшерный пульт, Пэдхам также пропускал треки через микшер и в систему PA, прежде чем играть их «очень, очень громко» в студии. Позже Пэдхам сказал, что Simmons звучал «немного тонко и беззвучно». Коллинз также использовал Roland Pad-8, электронный пэд, который запускает перкуссионные звуки с MIDI-инструментов, используемых на альбоме, включая драм-машину Roland TR-727 с сэмплами в латинском стиле и собственный эмулятор E-mu Коллинза.
После того, как несколько джемов были записаны на плёнку, группа прослушала их и выбрала самые сильные моменты с целью аранжировки их в песню. Для создания направляющего ритма использовалась драм-машина, прежде чем партии гитары и клавишных были полностью аранжированы и перезаписаны, прежде чем Коллинз заменил драм-машину своими собственными барабанами, прежде чем он заменил её на свои собственные. Группа обсуждала потенциальную длину песни и то, писать ли для неё текст или оставить её как инструментал. Тексты к треку писались после того, как была записана музыка, и сочинялись одним участником, поскольку группа считала, что у человека было достаточно сильное направление, чтобы донести послание песни. Коллинз написал слова для «Invisible Touch», «Tonight, Tonight, Tonight» и «In Too Deep»; Резерфорд написал для «Land of Confusion» и «Throwing It All Away»; Бэнкс написал «Domino» и «Anything She Does».
Группа подготовила больше песен для Invisible Touch, чем раньше, что потребовало дополнительного времени для выбора треков для выпуска. Этого не было в случае с Genesis, где достаточно сильные идеи были более редкими; Бэнкс сказал, что «если песня была рядом, мы её включали». Резерфорд отметил, что у Genesis было мрачное настроение, но у Invisible Touch было больше энергии. Во время сессий сочинения Коллинз понял, что группа придумывает свежий и уникальный материал, которого она не делала раньше, «что нелегко после 15 альбомов», и посчитал их сильнее, чем те, что были на Genesis. Бэнкс придерживался этой точки зрения, думая, что более короткие треки на Invisible Touch были сильнее, чем на предыдущем альбоме.

## Список композиций
Вся музыка написана Тони Бэнксом, Филом Коллинзом и Майком Резерфордом.
| №  | Название                    | Текст песни | Длительность |
| -- | --------------------------- | ----------- | ------------ |
| 1. | «Invisible Touch»           | Коллинз     | 3:29         |
| 2. | «Tonight, Tonight, Tonight» | Коллинз     | 8:53         |
| 3. | «Land of Confusion»         | Резерфорд   | 4:46         |
| 4. | «In Too Deep»               | Коллинз     | 5:02         |

| №                   | Название                                                         | Текст песни         | Длительность |
| ------------------- | ---------------------------------------------------------------- | ------------------- | ------------ |
| 1.                  | «Anything She Does»                                              | Тони Бэнкс          | 4:09         |
| 2.                  | «Domino» - I. «In the Glow of the Night» - II. «The Last Domino» | Тони Бэнкс          | 10:44        |
| 3.                  | «Throwing It All Away»                                           | Резерфорд           | 3:51         |
| 4.                  | «The Brazilian»                                                  | инструментал        | 4:50         |
| Общая длительность: | Общая длительность:                                              | Общая длительность: | 45:45        |

## Позиции в хит-парадах и сертификации
| Страна         | Наивысшая позиция |
| -------------- | ----------------- |
| Великобритания | 1                 |
| Германия       | 2                 |
| США            | 3                 |
| Норвегия       | 3                 |
| Швейцария      | 4                 |
| Швеция         | 4                 |
| Австрия        | 5                 |

| Чарт (1986)                        | Позиция |
| ---------------------------------- | ------- |
| США (Billboard Top Popular Albums) | 40      |

Альбом получил шестикратный платиновый статус в США. Всего же в мире продано более 15 миллионов копий этого альбома.

## Участники записи
- Фил Коллинз — вокал, барабаны, ударные
- Майк Резерфорд — гитара, бас-гитара, бэк-вокал
- Тони Бэнкс — клавишные, бэк-вокал